# Александар Пичушкин
Александар Јурјевич Пичушкин (рус. Алекса́ндр Ю́рьевич Пичу́шкин; 9. април 1974), познат и као Шаховски убица и манијак из Битског парка ( Битцевский маньяк), јесте руски серијски убица за кога се верује да је убио најмање четрдесет девет људи, а вероватно и шездесет, између 1992. и 2006. године. Пичушкин је био активан у московском парку Битса, где су пронађена тела неколико жртава. Током 2007. осуђен је на доживотну казну затвора.

## Биографија
Пичушкин је рођен 9. априла 1974. у Митишчију, Московска област, Руска СФСР, Совјетски Савез, а одрастао је у Херсонској улици број 2 у Москви. Тамо је живео са мајком Наталијом Елмурадовном, млађом полусестром, њеним мужем и њиховим сином, у двособном стану на петом спрату. Стамбена зграда у којој је породица живела налазила се на шест минута хода од северног краја Битског парка.
Пичушкин је испрва био друштвено дете. То се променило након инцидента у којем је Пичушкин пао са љуљашке, која га је ударило у чело. Стручњаци су спекулисали да је овај догађај оштетио његов фронтални кортекс његовог мозга; познато је да таква оштећења производе лошу регулацију импулса и склоност ка агресији. Пошто је Пичушкин још био дете, оштећење је било веће. Након ове несреће, Пичушкин је често постајао непријатељски расположен и импулсиван.
Због његовог понашања, Пичушкинова мајка је одлучила да га пребаци из редовне школе коју је похађао у школу за децу са сметњама у развоју. Пре преласка у нову школу, деца су га физички и вербално малтретирала и називан је „тај ретард“. Ово злостављање је појачало Пичушкинов бес. По доласку у рану адолесценцију, његов деда по мајци је препознао да је Пичушкин био веома интелигентан и сматрао је да су његови таленти протраћени.
Пичушкин се преселио у дом свог деде и био је охрабрен да се бави интелектуалним активностима ван школе. Највише се интересовао за шах. Постао је изванредан шахиста, и шах му је био канал за агресију. У школи су деца наставила да га малтретирају. Претрпео је емотивну трауму када је, пред крај адолесценције, његов деда умро. Пичушкин је остао да се врати у дом своје мајке, након чега се уписао као студент.
Према извештајима, смрт његовог деде је у великој мери утицала на Пичушкина. У настојању да ублажи бол због губитка, као и да смири своје тешке агресивне склоности, почео је да конзумира велике количине вотке. Наставио је да игра шах и код куће и у парку. У овом периоду је почео да вербално напада малолетнике и да им прети, што је снимао видео камером.

## Убиства
Руски медији спекулишу да су његова убиства била делом врста надметања са другим озлоглашеним руским серијским убицом, Андрејем Чикатилом, који је осуђен за убиство педесет двоје деце и младих жена током периода од дванаест година. Пичушкин је рекао да је његов циљ био да убије шездесет четири особе, колико је било поља на шаховској табли. Касније је одбацио ову изјаву и казао је да би наставио да убија у негодлегд да није заустављен.

### Прва жртва (јул 1992.)
Пичушкинов је први пут убио 27. јула 1992. године, када је имао 18 година. Пичушкин се договорио да се састане са својим колегом из разреда, Михаилом Одитчуком, у парку Бица како би заједно сковали план за убиство шездесет четири особе. Међутим, када су стигли на место састанка, Одитчук се предомислио и рекао Пичушкину да више не жели да предузме акцију. Осећајући да га његов најбољи пријатељ задиркује, Пичушкин га је задавио и бацио његово тело у канализациони улаз у парку Бица, а затим се вратио у мајчин стан. Тело никада није пронађено.
Након Одитчуковог нестанка, московска полиција је отворила истрагу. Сведочење сведока дато полицији наводи да је Одитчук последњи пут виђен са Пичушкином како хода у правцу парка. Пичушкин је ухапшен у кући своје мајке 30. јула и одведен у Московску полицијску станицу на испитивање. На питање о његовом распореду на дан Одитчуковог нестанка, Пичушкин је потврдио да се састао са Одитчуком, али је тврдио да га је оставио неповређеног у парку. Пуштен је пошто није било доказа.
Пичушкин је престао да убија неколико година, све до 1996. године, када је Русија увела мораторијум на смртну казну.

### Убиства у периоду мај 2001–септембар 2005
Пичушкин је 17. маја 2001. био у Бица парку и играо је шах са 52-годишњим Јевгенијем Проњинин. На крају  игре, Пичушкин је позвао Пронина да прошета са њим, тврдећи да је тај дан годишњица смрти његовог пса и да жели да посети гроб у Бица парку. Пронин га је отпратио до изолованог подручја у парку, након чега је Пичушкин извукао флашу вотке и понудио му да попије. Мушкарци су наздравили псу, након чега је Пичушкин ударио Пронина флашом у главу. Када је Пронин умро, Пичушкин је бацио његово тело у оближњи бунар.
Између маја 2001. и септембра 2005. Пичушкин је напао тридесет шест жртава; три жртве су преживеле. Пичушкин би пришао жртви у парку Бица (огромна већина нападнтих људи су били старији бескућници) понудио би им да попију вотке, а затим их убио — обично ударањем чекићем или флашом у задњи део лобање, иако је такође наводно неке жртве гурнуо у канализациони канал да се удаве. Повремено би оставио свој „потписа“ на телу тако што је пробадао лобању жртве штапићима или празном флашом вотке.

### Убиства у периоду октобар 2005 – јун 2006
Од октобра 2005. до последњег убиства 2006. Пичушкинов модус операнди се променио. Убијао је жртве поновним ударцима чекићем у главу, а затим би гурнуо флашу вотке у рану у њиховим лобањама. Увек би нападао с леђа како би изненадио жртву и избегао проливање крви по одећи. Десет жртава је живело је у истом комплексу од четири зграде, где је и Пичушкин становао.

## Хапшење
Јуна 2006. Пичушкин је питао тридесетогошњу колегиницу са Марину Москаљову да прошетају. Иако наводно није имала поверење у њега, Москаљова је пристала да прошетају. Пре него што је отишла, написала је поруку свом сину у којој му је рекла да је са Пичушкинтом и послала му је број његовог телефона. Пичушкин је био свестан да је послала поруку, али није био узнемирен.
Њено тело откривено је у парку Бица 14. јуна 2006, заједно са повредама какве је убица нанео другим жртвама. Карта московског метроа пронађена уз тело навела је власти да прегледају снимке надзорне камере метроа, где је снимљена, само неколико сати пре смрти, како хода ка станици заједно са Пичушкином.
Након што је ухапшен, Пичушкин је одвео полицајце на места многих његових злочина у парку Бица и показао да се добро сећа како су убиства почињена. Снимљен је како детаљно реконсруше злочине које починио, што је процес који је редован део руске кривичне истраге. Пичушкин је такође открио да нека од убистава која је починио нису извршена по његовом преферираном методу (ударци чекићем у потиљак), већ тако што је своје жртве бацио у канализацију испод Бица парка (иако је једна од његових жртава преживела ово искушење).

## Суђење и затвор
Пичушкин је 24. октобра 2007. осуђен за четрдесет девет убистава и три покушаја убиства. Он је затражио од руског суда да дода још једанаест жртава у број његових лешева, чиме се његов број жртава попео на шездесет, уз три преживеле жртве. Током суђења, Пичушкин је био смештен у стакленом кавезу ради заштите.
По пресуди, судија Владимир Усов осудио је Пичушкина на доживотни затвор, при чему је пресуђено да првих петнаест година затвпра проведе у самици. Пичушкин је уложио жалбу на казну, тврдећи да је престрога и тражио је смањење казне на двадесет пет година. Од 2017. Пичушкин је био у затвору у самици у арктичкој казненој колонији „ Поларна сова“.

## У популарној култури

### Књиге
- Harrington, Roger (2018). Alexander Pichushkin: The Shocking True Story of The Chessboard Killer. Amazon Digital Services LLC. ISBN 9781983033735.
- Kepler, Lars (2018). The Sandman. Penguin Random House LLC. ISBN 9780525433057.

### Музика
- Фински дет метал бенд Torture Killer снимио је студијски албум Sewers посвећен Пичушкину.
- Једна од песама норвешког дет / треш метал бенда Екелоуме („Тхе Битса Маниац“) посвећена је Пичушкину.

### Телевизија
- Serial killers: Chessboard Killer (2009).

### Подкасти
- My Favorite Murder, 23. епизода [20]
- And That's Why We Drink с
- The Chessboard Killer Alexander Pichushkin. Дводелна епизода на Спотифају.